# Trébrivan
Trébrivan település Franciaországban, Côtes-d’Armor megyében. Lakosainak száma 763 fő (2022. január 1.). Trébrivan Carnoët, Locarn, Maël-Carhaix, Le Moustoir és Treffrin községekkel határos.

## Népesség
A település népessége az elmúlt években az alábbi módon változott:
| Lakosok száma | 827  | 705  | 651  | 683  | 700  | 723  | 741  | 748  | 756  | 763  |
|               | 1968 | 1982 | 1990 | 2006 | 2013 | 2015 | 2017 | 2019 | 2020 | 2022 |